# Synegiodes diffusaria
Synegiodes diffusaria är en fjärilsart som beskrevs av Swinhoe 1892. Synegiodes diffusaria ingår i släktet Synegiodes och familjen mätare. Inga underarter finns listade i Catalogue of Life.